# یوگنی یورکین
یوگنی یورکین (انگلیسی: Yevgeni Yorkin; ۲۳ اوت ۱۹۳۲ – ۱ ژانویهٔ ۱۹۹۴) بازیکن هاکی روی یخ اهل اتحاد جماهیر شوروی سوسیالیستی بود.